# Campylomyza amplipennis
Campylomyza amplipennis är en tvåvingeart som beskrevs av Frederick Askew Skuse 1888. Campylomyza amplipennis ingår i släktet Campylomyza och familjen gallmyggor. Inga underarter finns listade i Catalogue of Life.